# Weekend (rappeur)
Ne doit pas être confondu avec The Weeknd.
Pour les articles homonymes, voir Week-end (homonymie).
Weekend, de son vrai nom Christoph Wiegand, né le 25 février 1986 à Gelsenkirchen, est un rappeur allemand.

## Biographie
Weekend fait sa première apparition en 2001 sur le premier album du groupe Creutzfeld und Jakob. Il explique avoir été influencé par Kool Savas, Spontan, SD, et le label Einflüssen. Mais il se consacre à sa carrière musicale qu'à partir de la fin 2004, laissant le métier de travailleur social dans sa ville natale. En mai 2007, Assi EP sort dans l'indifférence. En 2009, il publie son album Fans gesucht, en téléchargement gratuit. En 2011, il participe à un concours de battle par vidéo qu'il remporte contre neuf adversaires en finale. L'année suivante, il s'inscrit à celle du festival Splash et perd en finale contre BattleBoi Basti, il remporte cependant une apparition à la prochaine édition du festival. Il publie ensuite quelques chansons sans en faire des singles,. Il participe au festival Splash! de 2012 et de 2013.
En juillet 2013, Weekend signe avec le label Chimperator Productions et sort peu après son premier album, Am Wochenende Rapper. D'octobre à novembre 2013, il fait une tournée avec Persteasy et FiST.
Son deuxième album, Für immer Wochenende, devient numéro un des ventes en 2015.

## Discographie
- 2013 : Am Wochenende Rapper
- 2015 : Für immer Wochenende